# Râul Săscura
Râul Săscura este un curs de apă, un afluent de dreapta al Râului Talna Mică din județul Satu Mare, România. 

## Hărți
- Harta județului Satu Mare